# Kokusai Ku-8
Kokusai Ku-8 (oznaczenie amerykańskie Gander także Goose) – japoński lekki szybowiec wojskowy z okresu II wojny światowej.

## Historia
W grudniu 1941 korzystając z konstrukcji lekkiego samolotu transportowego Kokusai Ki-59 w wytwórni Kokusai opracowano szybowiec transportowy oznaczony jako Kokusai Ku-8-I. Modyfikacja polegała na usunięciu silników i zmodyfikowania podwozia. Tak powstały szybowiec mógł przewozić od 15 do 20 żołnierzy lub działo górskie. 
W kwietniu 1943 roku opracowano nową wersję tego szybowca oznaczoną jako Kokusai Ku-8-II. Zmieniono w nim konstrukcję płata i kadłuba. 
Łącznie w latach 1942–1943 zbudowano około 700 szybowców tego typu.

## Służba w lotnictwie
Szybowiec transportowy Ku-8 został wprowadzony do jednostek armii japońskiej i służył do transportu niewielkich grup żołnierzy, głównie na terenie Filipin.
Do holowania tego typu szybowców używano następujących samolotów: Mitsubishi Ki-21, Mitsubishi Ki-57, Mitsubishi Ki-67. 

## Opis konstrukcji
Szybowiec Kokusai Ku-8 był lekkim szybowcem transportowym ze skrzydłami w konfiguracji górnopłatu o konstrukcji mieszanej. 
Szybowiec miał płat o konstrukcji drewnianej, częściowo kryty sklejką, podparty zestrzałami. 
Kadłub szybowca zbudowany był ze spawanych rur stalowych, kryty sklejką, a w przedniej części blachą. Przód kadłuba posiadał kopułkę ze szkła organicznego, co zwiększało widoczność. W przodzie umieszczono pomieszczenie załogi, fotele umieszczono obok siebie. Przód kadłuba odchylany był w prawą stronę i umieszczano tam trap ułatwiający załadunek. 
Podwozie składało się z dwóch kół, które mogło być odrzucone po starcie i wtedy szybowiec lądował na płozach.